# Miroslav Kalous
Miroslav Kalous (* 9. června 1965 Ústí nad Labem) je český politik a podnikatel, od září 2006 do ledna 2014 náměstek ministra pro místní rozvoj ČR, v letech 2005 až 2006 primátor města Plzně, předtím v letech 1998 až 2005 radní města a náměstek primátora, člen ODS.

## Život
V roce 1988 vystudoval Vysokou školu zemědělskou v Praze a poté pracoval do roku 1992 ve Strojní a traktorové stanice Přeštice. V roce 1992 založil firmu Tiskárna Kalous & Skřivan, s.r.o.
V únoru 2010 člen akademického senátu plzeňské právnické fakulty Martin Marek zpochybnil rigorózní práci Kalouse, která podle Marka nesplňuje požadavky stanovené vyhláškou fakulty.

## Politické působení
V letech 1998 až 2005 byl zastupitelem města Plzně za ODS, zároveň v letech 1998 až 2002 zastával funkci neuvolněného radního a v letech 2002 až 2005 pak pozici prvního náměstka primátora města Plzně. V letech 2005 až 2006 pak byl primátorem Plzně. Byl kritizován za to, že město zadávalo rozsáhlé veřejné zakázky jeho tiskárně. Ve volbách v roce 2006 již nekandidoval.
Kromě politické funkce zastával také funkce v akciových společnostech zřizovaných městem Plzeň. V letech 2000 až 2004 byl člen představenstva Obytná zóny Sylván a.s., z toho do roku 2003 byl předsedou představenstva. Mezi roky 1999 až 2006 byl předsedou představenstva Plzeňské městské dopravní podniky, a.s.
Od září 2006 do ledna 2014 byl náměstkem ministra pro místní rozvoj ČR. V jeho kompetenci byly nejdříve finanční toky, bytová politika a cestovní ruch, později se stal náměstkem pro regionální, územní a bytovou politiku.